# 狩野ほのか
狩野 ほのか（かの ほのか、1994年11月8日 - ）は、日本の女子プロボクサー。東京都世田谷区出身。TEAM10COUNT BOXING GYM所属。元日本女子アトム級王者。現OPBF東洋太平洋アトム級王者。

## 来歴
5歳から少年野球チームに加わり、女子硬式野球部がある中高一貫校に進学するが、厳しい上下関係に嫌気が差した上、練習中にボールを鼻にぶつけ骨折したため中学1年途中で公立中学に転校し野球から離れる。東工大附属科学技術高校から早稲田大学理工学部に推薦入学すると、女子野球部に入部し再び野球を始めるが、今度は学業についていけず3年で中退。
その後、ボートレーサーを目指し、ボートレーサー養成所の試験を2度受験し1度最終選考まで残ったが不合格だった。
ボートレーサーを目指すトレーニングの一環としてボクシングを始めており、養成所受験要項の備考欄にあった「日本ボクシングコミッション公認のA級ライセンス取得者で、日本ランキング5位以上の実績がある者は一部の試験免除」に目を通しのがきっかけでプロボクサーを目指すことになり、プロテストを2度目の受験で合格した。当初は世田谷オークラボクシングジム所属だった。
2019年3月13日、後楽園ホールにて沖亜衣（横浜さくら）とのアトム級4回戦でデビューし、2回TKO勝利。
2019年4月28日、近藤佐知子（駿河）と対戦し引き分け。
2019年8月27日、前田綾香（ハッピーボックス）に1回TKO勝利。
2020年2月9日、鈴木月歩（黒崎KANAO）に3-0判定勝利、
2021年10月15日、細田めぐみ（SRS）と対戦するが引き分け。
2022年5月10日、細田めぐみとのダイレクトリマッチを3-0判定勝利。
2022年9月1日、山中菫（真正）とのWBO女子アジア太平洋アトム級王座決定戦に挑むが、5回1分56秒TKOで初黒星となりタイトル獲得ならず。
2023年3月30日、モンブランみき（一力）との女子日本アトム級王座決定戦に挑み、3-0（60-54×3）の判定で勝利し初タイトル獲得。
2023年5月20日、TEAM10COUNTへの移籍を発表。
2023年9月27日、移籍初戦として「VICTRIVA vol.13」にて日本アトム級王座初防衛戦を1位の慶美奈代（SUN-RISE）と行い、2-0判定で初防衛成功。
2023年12月26日、日本1位の坂本望愛（大成）と日本アトム級王座2度目の防衛とジム同僚松田恵里が返上したOPBF東洋太平洋王座を懸けて対戦し、3-0判定勝利で日本王座2度目の防衛と東洋太平洋王座獲得に成功。
2024年7月22日、日本王座の防衛戦としてモンブランみきと1年4か月ぶりに再戦し、3-0の判定で日本王座3度目の防衛に成功。
2024年11月28日、日本王座返上。
2025年1月21日、東洋太平洋王座の初防衛戦を吉田里穂（真正）と行い、3-0判定で初防衛成功。
2025年6月26日、坂井えな（宇部）とノンタイトル6回戦を行い、3回TKO勝利。

## 戦績
- 13戦 10勝 3KO 1敗 2分

| 戦           | 日付           | 勝敗 | 時間    | 内容    | 対戦相手                     | 国籍 | 備考                                        |
| ------------ | -------------- | ---- | ------- | ------- | ---------------------------- | ---- | ------------------------------------------- |
| 1            | 2019年3月13日  | ☆    | 2R 1:12 | TKO     | 沖亜衣（横浜さくら）         | 日本 | プロデビュー戦                              |
| 2            | 2019年4月28日  | △    | 4R      | 判定0-1 | 近藤佐知子（駿河）           | 日本 |                                             |
| 3            | 2019年8月27日  | ☆    | 1R 1:12 | TKO     | 前田綾香（ハッピーボックス） | 日本 |                                             |
| 4            | 2020年2月9日   | ☆    | 4R      | 判定3-0 | 鈴木月歩（黒崎KANAO）        | 日本 |                                             |
| 5            | 2021年10月15日 | △    | 6R      | 判定1-1 | 細田めぐみ（SRS）            | 日本 |                                             |
| 6            | 2022年5月10日  | ☆    | 6R      | 判定3-0 | 細田めぐみ（SRS）            | 日本 |                                             |
| 7            | 2022年9月1日   | ★    | 5R 1:56 | TKO     | 山中菫（真正）               | 日本 | WBO女子アジアパシフィックアトム級王座決定戦 |
| 8            | 2023年3月30日  | ☆    | 6R      | 判定3-0 | モンブランみき（一力）       | 日本 | 女子日本アトム級王座獲得                    |
| 9            | 2023年9月27日  | ☆    | 6R      | 判定2-0 | 慶美奈代（SUN-RISE）         | 日本 | 日本王座防衛1                               |
| 10           | 2023年12月26日 | ☆    | 8R      | 判定3-0 | 坂本望愛（大成）             | 日本 | 女子東洋太平洋王座獲得 日本王座防衛2        |
| 11           | 2024年7月22日  | ☆    | 6R      | 判定3-0 | モンブランみき（一力）       | 日本 | 日本棒座防衛3                               |
| 12           | 2025年1月21日  | ☆    | 8R      | 判定3-0 | 吉田里穂（真正）             | 日本 | 東洋太平洋王座防衛1                         |
| 13           | 2025年6月26日  | ☆    | 3R 1:23 | TKO     | 坂井えな（宇部）             | 日本 |                                             |
| テンプレート |                |      |         |         |                              |      |                                             |

## 獲得タイトル
- 第5代女子日本アトム級王座
- 第6代OPBF女子東洋太平洋アトム級